# KV31
A KV31 é uma tumba no Vale dos Reis em que foram sepultados cinco indivíduos desconhecidos pertencentes à elite da Décima Oitava Dinastia do Antigo Egito. A entrada da tumba foi descoberta em 1817 e possivelmente escavada na época por Giovanni Battista Belzoni, mas uma escavação mais ampla só foi ocorrer em 2010 por uma equipe da Universidade da Basileia da Suíça. Além dos restos de cinco múmias, também foram encontrados restos de cacos de cerâmica e fragmentos de linho.

## Arquitetura
A KV31 consiste em um pequeno fosso vertical de entrada (designado A) que leva a uma câmara (B), da qual se ramificam soleiras para outras duas câmaras (C e D). As câmaras C e D foram cavadas a partir de rochas de calcário de boa qualidade, enquanto a câmara B foi cavada parcialmente na base rochosa e de um aglomerado de outras rochas.

## Exploração
A KV31 e a KV30 são provavelmente as duas escavadas em 1817 por Giovanni Battista Belzoni em nome de lorde Somerset Lowry-Corry, 2º Conde Belmore. Caso isto seja correto, a KV31 talvez tenha sido a origem de um sarcófago de pedra doado por Belmore para o Museu Britânico. Foi numerada KV31 por Victor Loret em 1898, mas não há registros de outras escavações.
O Projeto do Vale dos Reis da Universidade da Basileia começou a escavar a tumba em janeiro de 2010. Na época, apenas o fosso de entrada era conhecido. Este mostrou-se ter sido bem construído e descia por cinco metros por um aglomerado acumulado e pela base rochosa do vale. O fosso estava preenchido por entulhos modernos acima de lascas de calcário, areia e detritos rochosos. Três potes com lama do rio Nilo usada para selar a entrada foram descobertos no fundo do fosso. Este leva para uma câmara principal com duas câmaras adjacentes, que estavam cheias de entulho de pelo menos um metro de profundidade.
Ficou claro rapidamente que a tumba tinha sido completamente roubada de seus conteúdos no passado, pois pedaços de itens funerários quebrados estavam espalhados pelo chão ao redor. Os restos de várias múmias e suas bandagens foram encontradas nas duas câmaras laterais. Um portão de metal foi instalado sobre o fosso ao final da escavação com o objetivo de proteger a tumba e impedir que água e entulhos entrassem novamente. A KV31 foi mapeada nas temporadas de 2010 e 2011.

## Conteúdos
O preenchimento de todas as câmaras continha a mesma mistura de cerâmicas quebradas, potes caiados e decorados, fragmentos de madeira de caixões, grandes quantidades de bandagens de linho e bolsas de natrão e outros têxteis. Também foram encontrados fragmentos de dois jarros canópicos, um de calcita e o outro de calcário; este último tinha inscrições, mas o espaço para o nome do dono estava vazio. Também foi encontrado um pedaço de uma outra jarra inscrito com o nome Senefer. Materiais orgânicos, incluindo madeira e tecidos, foram encontrados em ótimas condições. A tumba provavelmente data dos reinados de Tutemés III e Amenófis II em meados da Décima Oitava Dinastia. Outros achados na KV31 incluem um óstraco, um pedaço de linha bordado com o cartucho de Ramessés III e um shabti da Vigésima Dinastia.

### Múmias
Cinco múmias foram encontradas nas duas câmaras laterais, duas mulheres e três homens, todas com uma idade estimada entre aproximadamente dezoito e trinta anos. Como nenhuma das múmias tinha nome, cada uma foi designada baseada na câmara em que foram encontradas, C ou D. O desenrolar e espalhar dos corpos foram provavelmente obra de ladrões de tumbas, tanto antigos quanto modernos. As múmias foram provavelmente desenroladas durante o Terceiro Período Intermediário, enquanto a remoção das cabeças e mãos são atribuídas a ladrões modernos à procura de peças para vender a turistas. Presume-se que as cinco múmias foram sepultadas juntas dada a grande quantidade de cerâmicas recuperadas. O estilo de mumificação está de acordo com aquele das elites egípcias durante a Décima Oitava Dinastia.
A Múmia C1 é uma mulher que morreu entre dezoito e 25 anos de idade baseado no grau de fusão epifisária e falta de desgaste nos dentes. Seu corpo tem entre 1,59 e 1,60 metros e foi estimado que sua altura em vida foi entre 1,55 e 1,65 metros. Ainda há cabelos curtos e sedosos. Os ouvidos foram tapados com linho, enquanto seus órgãos removidos por uma incisão e o tronco preenchido com material denso; seu cérebro aparentemente não foi removido. O corpo foi danificado por ladrões antigos, com seu rosto amassado e sua cabeça, mão direita e pé esquerdo desarticulados; os membros estão fraturados e faltam vários dedos das mãos e dos pés. Os ladrões cortaram pelas bandagens com uma lâmina afiada, com marcas de cortes estando visíveis na cabeça e atrás dos ombros. A frente do tronco foi removida e marcas de corte também são visíveis no recheio.
A Múmia C2 é provavelmente um homem de vinte a 25 anos com base na fusão epifisária e dentes ligeiramente gastos. Corpo tem 1,59 metros e sua altura em vida era 1,65 metros a partir de medidas dos ossos mais longos. A parte da frente da cabeça está coberta com camadas de bandagens de linho, mas não há nada atrás, revelando um cabelo trançado. É possível que as orelhas tenham sido tapadas e o cérebro aparentemente também não foi removido. Os órgãos foram removidos e o tronco preenchido com rolos de linho encharcado de resina. Boa parte das bandagens permanecem, com os braços e pernas preservando pela menos uma dúzia de camadas de tecido. O corpo está separado em vários pedaços, com a cabeça e pélvis com as pernas estando separadas do tronco e braços. Marcas de corte deixadas pelos ladrões estão visíveis nas camadas de bandagens do rosto e coxas, com uma parte da frente do tronco tendo sido removida. O corpo possui várias fraturas pós-morte e partes das mãos e do pé esquerdo estão faltando.
A Múmia C3 é provavelmente um homem. Seu corpo sem cabeça foi encontrado com os braços cruzados sobre o peito e com os dedos da mão esquerda cerrados, semelhante a um faraó. Foi estimado que tinha de dezoito a 25 anos e com uma altura de 1,75 metros. O tronco está cheio com uma substância densa. Bandagens espessas estão preservadas na perna direita do meio da coxa até o meio da panturrilha. Estão sem os pés e a mão direita, com os membros mostrando várias fraturas e deslocamentos.
A Múmia C4 está em sua maior parte intacta e provavelmente é um homem, porém não há genitália. Tem 1,54 metros e foi estimado que sua altura em vida era de 1,60 metros. Tem cabelo curto exceto por cachos mais longos no lado direito, sugerindo o penteado lateral da juventude. Os dentes estão um pouco desgastados, mas os sisos não nasceram; está sem o maxilar inferior. O braço esquerdo está quebrado e o braço direito ausente. As pernas foram deslocadas nos joelhos e pés. A incisão de embalsamamento talvez tenha sido vertical, o que possivelmente data a múmia para antes do reinado de Tutemés III. Marcas de corte deixadas pelos ladrões são visíveis na parte de trás da cintura.
A Múmia D1 é um corpo extremamente fragmentado de um adulto de vinte a trinta anos. É possivelmente uma mulher, porém isto é incerto. Restam apenas o crânio, parte da espinha, escápulas, esterno, braço direito, uma perna e parte da pélvis. O agrupamento destas partes se baseia no fato de que a perna e a pélvis combinam e por haver uma cabeça sobrando. Foi estimada um altura em vida de 1,55 metros baseada em medições dos membros para um indivíduo homem. O cérebro não foi removido. O cabelo no cabeça é curto e avermelhado, possivelmente por branqueamento durante o embalsamamento. Parte de genitais masculinos talvez tenham sido preservados no lado esquerdo, porém os danos complicam a determinação disso. A perna pertencia a um indivíduo que provavelmente tinha sobrepeso, pois a pele está dobrada em alguns lugares.